# Liste der Staatsoberhäupter 1873
Übersicht
◄◄ | ◄ | 1869 | 1870 | 1871 | 1872 | Liste der Staatsoberhäupter 1873 | 1874 | 1875 | 1876 | 1877 | ► | ►►

Weitere Ereignisse

## Afrika
- Ägypten
  - Khedive: Ismail Pascha (1867–1879)

- Äthiopien
  - Kaiser: Yohannes IV. (1871–1889)

- Buganda
  - König: Mutesa I. (1856–1884)

- Bunyoro
  - König: Kabalega (1869–1898)

- Burundi
  - König: Mwezi IV. Gisabo (1852–1908)

- Dahomey
  - König: Glélé (1856–1889)

- Liberia
  - Präsident: Joseph Jenkins Roberts (1871–1876)

- Marokko
  - Sultan: Sidi Mohammed IV. (1859–1873)
  - Sultan: Mulai al-Hassan I (1873–1894)

- Ruanda
  - König: Kigeri IV. (1853–1895)

- Kalifat von Sokoto
  - Kalif: Ahmad Rufa'i (1867–1873)
  - Kalif: Abu-Bakr Atiku II. (1873–1877)

- Südafrikanische Republik
  - Präsident: Thomas François Burgers (1871–1877)

- Zulu
  - König: Cetshwayo kaMpande (1872–1884)

## Amerika

### Nordamerika
- Kanada
  - Staatsoberhaupt: Königin Victoria (1837–1901)
  - Generalgouverneur: Earl Frederick Hamilton-Temple-Blackwood (1872–1878)
  - Regierungschef:
    1. Premierminister John A. Macdonald (1867–5. November 1873)
    2. Premierminister Alexander Mackenzie (7. November 1873–1878)

- Mexiko
  - Staats- und Regierungschef: Präsident Sebastián Lerdo de Tejada (1872–1876)

- Vereinigte Staaten von Amerika
  - Staats- und Regierungschef: Präsident Ulysses S. Grant (1869–1877)

### Mittelamerika
- Costa Rica
  - Staats- und Regierungschef: Präsident Tomás Guardia Gutiérrez (1870–1876, 1877–1882)

- Dominikanische Republik
  - Staats- und Regierungschef: Präsident Buenaventura Báez (1849–1853, 1856–1858, 1868–31. Dezember 1873, 1876–1878)

- El Salvador
  - Staats- und Regierungschef: ?

- Guatemala
  - Staats- und Regierungschef:
    1. Präsident Miguel García Granados y Zavala (1871–3. Juni 1873)
    2. Präsident Justo Rufino Barrios (4. Juni 1873–1885)

- Haiti
  - Staats- und Regierungschef: Präsident Nissage Saget (1869–1874)

- Honduras
  - Staats- und Regierungschef: Präsident Carlos Céleo Arias López (1872–1874)

- Nicaragua
  - Staats- und Regierungschef: Präsident Vicente Cuadra (1871–1875)

### Südamerika
- Argentinien
  - Staats- und Regierungschef: Präsident Domingo Faustino Sarmiento (1868–1874)

- Bolivien
  - Staats- und Regierungschef:
    1. Präsident Tomás Frías Ametller (1872–9. Mai 1873)
    2. Präsident Adolfo Ballivián (9. Mai 1873–1874)

- Brasilien
  - Herrscher: Kaiser Peter II. (1831–1889)

- Chile
  - Staats- und Regierungschef: Präsident Federico Errázuriz Zañartu (1871–1876)

- Ecuador
  - Staats- und Regierungschef: Präsident Gabriel García Moreno (1869–1875)

- Kolumbien
  - Staats- und Regierungschef: Präsident Manuel Murillo Toro (1872–1874)

- Paraguay
  - Staats- und Regierungschef: Präsident Salvador Jovellanos (1871–1874)

- Peru (umstritten)
  - Staats- und Regierungschef: Präsident Manuel Pardo y Lavalle (1872–1876)

- Uruguay
  - Staats- und Regierungschef:
    1. (amtierend) Senatspräsident Tomás Gomensoro (1872–1. März 1873)
    2. Präsident José Eugenio Ellauri (1. März 1873–1875)

- Venezuela
  - Staats- und Regierungschef: Präsident Antonio Guzmán Blanco (1870–1884, 1886–1888)

## Asien
- Abu Dhabi:
  - Emir: Zayed I. (1855–1909)

- Adschman:
  - Scheich: Raschid II. (1872–1891)

- Afghanistan
  - Emir: Shir Ali Khan (1867–1879)

- Bahrain:
  - Emir: Isa I. (1869–1932)

- China (Qing-Dynastie):
  - Kaiser: Tongzhi (1861–1874)

- Britisch-Indien
  - Vizekönig: Thomas George Baring (1872–1876)

- Japan
  - Kaiser: Mutsuhito (1867–1912)

- Korea:
  - König: Gojong (1864–1897)

- Kuwait:
  - Emir: Abdullah II. (1866–1892)

- Oman:
  - Sultan: Turki ibn Said (1871–1888)

- Persien (Kadscharen-Dynastie)
  - Schah: Naser od-Din Schah (1848–1896)

- Thailand
  - König: Chulalongkorn, König von Thailand (1868–1910)

## Australien und Ozeanien
- Hawaii
  - König: William Charles Lunalilo (1. Januar 1873–1874)

## Europa
- Andorra
  - Co-Fürsten:
    - Staatspräsident von Frankreich:
      1. Adolphe Thiers (1871–1873)
      2. Patrice de Mac-Mahon (1873–1879)

    - Bischof von Urgell: Josep Caixal i Estradé (1851–1879)

- Belgien
  - Staatsoberhaupt: König Leopold II. (1865–1909)
  - Regierungschef: Ministerpräsident Barthélémy de Theux de Meylandt (1834–1840, 1846–1847, 1871–1874)

- Dänemark
  - Staatsoberhaupt: König: Christian IX. (1863–1906)
  - Regierungschef: Ministerpräsident Ludvig Holstein-Holsteinborg (1870–1874)

- Deutsches Reich
  - Kaiser: Wilhelm I. (18. Januar 1871–1888)
    - Reichskanzler: Otto von Bismarck (1871–1890)

  - Anhalt
    - Herzog: Friedrich I. (1871–1904)
      - Staatsminister: Alfred von Larisch (1868–1875)

  - Baden
    - Großherzog: Friedrich I. (1856–1907)
      - Staatsminister: Julius Jolly (1868–1876)

  - Bayern:
    - König: Ludwig II. (1864–1886)
      - Vorsitzender im Ministerrat: Adolph von Pfretzschner (1872–1880)

  - Braunschweig
    - Herzog: Wilhelm (1831–1884)

  - Bremen
    - Bürgermeister: Otto Gildemeister (1871–1875) (1882) (1884) (1886)

  - Reichsland Elsaß-Lothringen (bis 1879 direkt durch das Reich verwaltet)
    - Oberpräsident: Eduard von Möller (1871–1879)

  - Hamburg
    - Erster Bürgermeister: Nicolaus Ferdinand Haller (1863–1864) (1866–1867) (1870) (1873)

  - Hessen-Darmstadt
    - Großherzog: Ludwig III. (1848–1877)
      - Präsident des Gesamtministeriums: Karl von Hofmann (1872–1876)

  - Lippe
    - Fürst: Leopold III. (1851–1875)

  - Lübeck
    - Bürgermeister: Theodor Curtius (1869–1870, 1873–1874, 1877–1878)

  - Mecklenburg-Schwerin
    - Großherzog: Friedrich Franz II. (1842–1883)
      - Präsident des Staatsministeriums: Henning von Bassewitz (1869–1885)

  - Mecklenburg-Strelitz
    - Großherzog: Friedrich Wilhelm (1860–1904)

  - Oldenburg
    - Großherzog: Nikolaus Friedrich Peter (1853–1900)
      - Staatsminister: Peter Friedrich Ludwig Freiherr von Rössing (1851–1874)

  - Preußen:
    - König: Wilhelm I. (1861–1888)
      - Ministerpräsident: Otto von Bismarck (1862–1873) (1873–1890)
      - Ministerpräsident: Albrecht Graf von Roon (1. Januar 1873 – 9. November 1873)

  - Reuß ältere Linie
    - Fürst: Heinrich XXII. (1859–1902)

  - Reuß jüngere Linie
    - Fürst: Heinrich XIV. (1867–1913)

  - Sachsen:
    - König: Johann (1854–1873)
    - König: Albert (1873–1902)
      - Vorsitzender des Gesamtministeriums: Richard Freiherr von Friesen (1871–1876)

  - Sachsen-Altenburg
    - Herzog: Ernst I. (1853–1908)

  - Sachsen-Coburg und Gotha
    - Herzog: Ernst II. (1844–1893)
      - Staatsminister: Camillo von Seebach (1849–1888)

  - Sachsen-Meiningen
    - Herzog: Georg II. (1866–1914)

  - Sachsen-Weimar-Eisenach
    - Großherzog: Carl Alexander (1853–1901)

  - Schaumburg-Lippe
    - Fürst: Adolf I. Georg (1860–1893)

  - Schwarzburg-Rudolstadt
    - Fürst: Georg Albert (1869–1890)

  - Schwarzburg-Sondershausen
    - Fürst: Günther Friedrich Karl II. (1835–1880)

  - Waldeck und Pyrmont (seit 1968 durch Preußen verwaltet)
    - Fürst: Georg Viktor (1845–1893)
    - Preußischer Landesdirektor: Hugo von Sommerfeld (1872–1881)

  - Württemberg
    - König: Karl (1864–1891)
      - Vorsitzender des Geheimen Rats: Hermann von Mittnacht (1864–1870) (ab 1976 Ministerpräsident)

- Frankreich
  - Präsident: Adolphe Thiers (1871–1873)
  - Präsident: Patrice de Mac-Mahon (1873–1879)

- Griechenland
  - König: Georg I. (1863–1913)

- Italien
  - König: Viktor Emanuel II. (1861–1878)

- Monaco
  - Fürst Charles III. (1856–1889)

- Montenegro (bis 1878 unter osmanischer Suzeränität)
  - Fürst: Nikola I. Petrović Njegoš (1860–1918) (ab 1910 König)

- Neutral-Moresnet
  - König: Leopold II. (1865–1909)
  - König: Wilhelm I. (1861–1888)
  - Bürgermeister: Joseph Kohl (1859–1882)

- Niederlande
  - König: Wilhelm III. (1849–1890)

- Norwegen
  - König: Oskar II. (1872–1905) (identisch mit Oskar II. von Schweden; Norwegisch-Schwedische Personalunion)

- Osmanisches Reich:
  - Sultan: Abdülaziz (1861–1876)

- Österreich-Ungarn
  - Kaiser und König: Franz Joseph I. (1848–1916)

- Portugal
  - König: Ludwig I. (1861–1889)

- Rumänien (bis 1878 unter osmanischer Suzeränität)
  - Staatsoberhaupt: Fürst Karl I. (1866–1914) (ab 1881 König)
  - Regierungschef: Ministerpräsident Lascăr Catargiu (1866, 1871–1876, 1889, 1891–1895)

- Russland
  - Kaiser: Alexander II. (1855–1881)

- Schweden
  - König: Oskar II. (1872–1907) (1872–1905 König von Norwegen)

- Serbien (bis 1878 unter osmanischer Suzeränität)
  - Fürst: Milan Obrenović IV. (1868–1889) (ab 1882 König)

- Spanien
  - König: Amadeus I. (1871–11. Februar 1873)
  - Präsident: Estanislao Figueras (12. Februar 1873–11. Juni 1873)
  - Präsident: Francisco Pi i Margall (11. Juni 1873–18. Juli 1873)
  - Präsident: Nicolás Salmerón (18. Juli 1873–7. September 1873)
  - Präsident: Emilio Castelar (7. September 1873–1874)

- Ungarn
  - König: Franz Joseph I. (1848–1916) (1848–1916 König von Böhmen, 1848–1916 Kaiser von Österreich)

- Vereinigtes Königreich
  - Staatsoberhaupt: Königin Victoria (1837–1901) (1877–1901 Kaiserin von Indien)
  - Regierungschef: Premierminister William Ewart Gladstone (1868–1874, 1880–1885, 1886, 1892–1894)